# ادواردو مانچا
{{Infobox football biography
| name = ادواردو مانچا
| image =
| caption =
| fullname = ادواردو فریرا دوس سانتوس
| height = ۱٫۸۷ متر (۶ فوت ۱ ۱⁄۲ اینچ)
| birth_date = ۲۴ نوامبر ۱۹۹۵ ‏(۲۹ سال)
| birth_place =
| currentclub = فارنسی
| clubnumber = ؟
| position = مدافع
| years1 = ۰۰۰۰–۲۰۱۶
| clubs1 = Ceará
| caps1 =
| goals1 =
| years2 = ۲۰۱۶–۲۰۱۷
| clubs2 = Jabaquara
| caps2 =
| goals2 =
| years3 = ۲۰۱۷–۲۰۱۸
| clubs3 = Guarani
| caps3 =
| goals3 =
| years4 = ۲۰۱۸–۲۰۱۹
| clubs4 = بیرکیرکارا
| caps4 = ۲۶
| goals4 = ۰
| years5 = ۲۰۱۹–۲۰۲۰
| clubs5 = ماشین‌سازی
| caps5 = ۲۹
| goals5 = ۲
| years6 = ۲۰۲۰-
| clubs6 = فارنسی
}
| caps6 = ۰
| goals6 = ۰
ادواردو مانچا (پرتغالی: Eduardo Mancha؛ زادهٔ ۲۴ نوامبر ۱۹۹۵) بازیکن فوتبال اهل برزیل است که در پست مدافع برای باشگاه فوتبال فارنسی پرتغال بازی می‌کند.
از باشگاه‌هایی که وی در آن بازی کرده‌است می‌توان به باشگاه فوتبال بیرکیرکارا اشاره کرد.